# نوكيا 215
نوكيا 215 (بالإنجليزية: Nokia 215)‏ هو هاتف مُتعدِّد النطاقات [الإنجليزية] يستخدم مواصفات النظام العالمي لاتصالات الهواتف المحمولة، مِن قطاع مايكروسوفت موبايل للأجهزة المحمولة، ويحمل علامة نوكيا التجاريَّة. يتوفر الهاتف باللون الأسود، الأبيض، والأخضر الساطع.

## مُواصفات الجهاز
يحتوي هاتف نوكيا 215 على كاميرا في جي أي (بالإنجليزية: VGA camera)‏، ومُتحدِّث هاتف [الإنجليزية]، ودعم تشغيل الوسائط المتعددة ورسائل الوسائط المُتعددة، ومتصفح ويب وعميل البريد الإلكتروني. كما يحتوي أيضًا على تطبيقات فيسبوك وتويتر مُحمَّلة مسبقًا، بالإضافة إلى متصفح الويب أوبرا ميني، ويتضمَّن أيضًا خدمات مايكروسوفت مثل مايكروسوفت بينج وإم إس إن ويذر [الإنجليزية] المُدمجين.
تسمح البطاريَّة بالتحدّث بالهاتف إلى 20 ساعة وتَصِل مُدَّة انتظار البطاريَّة إلى 29 يومًا. أبعاد الهاتف 116 × 50 × 12.9 مم، كما أنَّ الهاتف يستخدم البُنية التحتيَّة لشبكات الجيل الثاني؛ حيثُ يتم تفعيلها عبر وحدة تعريف المشترك (سيم). يوجد أيضًا إصدار مُزدوج الشرائح [الإنجليزية] من الهاتف، يسمح الهاتف بتخزين ما يصل إلى 1000 جهة اتصال في دفتر العناوين الخاص به.
طُرِحَ الهاتف للمُستهلكين في الرُّبع الأوَّل من عام 2015 في الشرق الأوسط وأفريقيا وآسيا وأوروبا.

## انظُر أيضًا
- سلسلة نُوكيا ثُلاثيَّة الأَرقام [الإنجليزية]
- نوكيا 130 [الإنجليزية]